# ロドセン
ロドセン(Rhodocene)、正式にはビス(η5-シクロペンタジエニル)ロジウム(II)は、[Rh(C5H5)2]の化学式を持つ化合物である。分子は、ロジウム原子がシクロペンタジエニル環として知られる5炭素からなる2つの平面に挟まれたサンドイッチ化合物の構造を持つ。ロジウム-炭素間に共有結合を持つ有機金属化合物である。[Rh(C5H5)2]ラジカルは、150℃以上かまたは液体窒素（-196℃）で冷却トラップした際に見られる。室温では、1対のラジカルが結合して、二量体となる。二量体は黄色固体で、2つのシクロペンタジエニル環同士が結合している。
有機金属化学の歴史において、19世紀のツァイゼ塩の発見とルードウィッヒ・モンドによるテトラカルボニルニッケルの発見は、当時理解されていた化学結合モデルへの修正を迫った。ロドセンの鉄のアナログで初めてのメタロセンとなるフェロセンが発見されると、このモデルはさらに修正を迫られた。ロドセンの1価の陽イオンであるロドセニウムやそのコバルトやイリジウムのアナログ等のアナログ化合物と同様に、フェロセンは化学的に異常に安定であることが発見された。このような有機金属化学種の研究によって、これらの形成と安定性の両方を説明できる新しい結合モデルが発展した。ロドセニウム/ロドセン系を含むサンドイッチ化合物の研究により、ジェフリー・ウィルキンソンとエルンスト・オットー・フィッシャーは、1973年のノーベル化学賞を受賞した。
その安定性と合成の容易さのせいで、ロドセニウム塩は常に、不安定なロドセンや置換ロドセンの合成の出発物質となっている。当初の合成は、シクロペンタジエニルアニオンとトリス(アセトリアセトネート)ロジウム(III)を用いたものだが、その後、気相酸化還元トランスメタル化やハーフサンドイッチ化合物の前駆体を用いるもの等、多数の合成法が報告されている。オクタフェニルロドセン（8つのフェニル基が置換した誘導体）は、大気中ですぐに崩壊したものの、室温で単離された初めてのロドセン置換体である。X線結晶構造解析によって、オクタフェニルロドセンは、ねじれ形配座を持つサンドイッチ構造であることが確認された。1電子還元剤として有益なコバルトセンと異なり、利用できるほどの安定性を持ったロドセンの誘導体は未だ発見されていない。
ロドセン化合物の医学用途への利用が研究され、ロドセン誘導体を小さな癌の治療のための放射線調剤として用いる可能性が報告された。ロドセン誘導体は、金属-金属相互作用を研究するための結合メタロセンの合成にも用いられる。分子エレクトロニクスでの利用や触媒機構の研究への利用も提唱されている。ロドセンの価値は、直接の利用というよりも、著名な化学系の結合や力学に関する洞察を与えてくれるところにある。